# Cabeceiras
| \| Cabeceiras \|  |
| Lage in Brasilien |
| Cabeceiras        |

| Cabeceiras |

Cabeceiras ist eine brasilianische politische Gemeinde im Bundesstaat Goiás in der Mesoregion Ost-Goiás und in der Mikroregion Entorno de Brasília. Sie liegt westlich der brasilianischen Hauptstadt Brasília und westnordwestlich von Goiânia, der Hauptstadt des Bundesstaates.
Zur Gemeinde gehören auch die Ortschaften Cabeceira da Mata und Lagoa do Mato Grande.

## Geographische Lage
Cabeceiras grenzt
- im Westen und Norden an Formosa
- im Osten an Buritis (MG)
- im Süden an Unaí und Cabeceira Grande (beide MG)

Cabeceiras ist die einzige Gemeinde in Goiás, welche vollständig in das São Franzisco-Becken entwässert.